# Enrique Páez
Enrique Páez nació el 17 de marzo de 1955 en Madrid, es un escritor español, especializado en literatura infantil y juvenil.
Licenciado en Literatura Hispánica, cursó dos años de doctorado en Teoría de la Literatura por la Universidad Complutense de Madrid. Además de escritor, ha trabajado como editor y profesor de Lengua, Literatura y Creación literaria en Madrid y Nueva York (primaria, secundaria y universidad). Se radicó Tenerife, donde coordinó la Red Internacional de Cuentacuentos.
Recibió el Premio Lazarillo de narrativa en 1991 por la novela Devuélveme el anillo, pelo cepillo. Después publicó Abdel, El club del camaleón, Un secuestro de película, Renata y el mago Pintón, La olimpiada de los animales, Cuatro muertes para Lidia, Mucho cuento, Eu me chamo Suzana, e vocé?, Esther, Juan e Bia em: O sequestro, y En otra piel todas ellas dentro de la literatura infantil y juvenil. Ha sido traducido a nueve lenguas, y de sus libros se han vendido más de un millón de ejemplares. 
Su libro teórico Escribir. Manual de técnicas narrativas, (Ed. SM y Círculo de Lectores), es un referente en los estudios de creación literaria.[cita requerida] Desde 1993 a 2008 dirigió  el Taller de Escritura de Madrid, y publicó quince antologías de relatos con sus alumnos. Autor del Curso de Escritura Creativa de la  Escuela de Escritores de Madrid, y profesor en el Máster de Escritura. Actualmente se dedica a escribir en exclusiva.

## Libros publicados

### Libros de creación literaria
- Devuélveme el anillo, pelo cepillo (28ª edición). Traducido al catalán, gallego, valenciano y Braille. Ed. Bruño, Colección Alta Mar, 1992. Ilustraciones: Alicia Cañas. ISBN 84-216-1800-8

Premio Lazarillo de Creación Literaria 1991, Lista de Honor de la CCEI 1993.
- "El club del Camaleón" (21ª edición). Ed. Bruño, Colección Alta Mar, Madrid, 1994. Ilustraciones: María Luisa Torcida. ISBN 84-216-2272-2
- "Abdel" (40.ª edición). Ed. SM, Colección El Barco de Vapor, Madrid, 1994. ISBN 84-348-4271-8 y ISBN 978-84-675-7785-3

Traducido al alemán, árabe, italiano, tailandés y Braille. Placa de Plata SM por 100.000 ejemplares vendidos.
- "Un secuestro de película" (25ª edición), ilustraciones de Arcadio Lobato. Lista de Honor de la CCEI 1996. ISBN 84-348-4663-2

Publicado también en el Círculo de Lectores, en el periódico ABC, y en México (Ministerio de Educación).
- "Renata y el mago Pintón" (9.ª edición), Ed. SM, Colección El Barco de Vapor, Madrid, 1996. Ilustraciones: Alekos. Lista de Honor de la CCEI 1997. ISBN 84-348-4949-6
- "Renata e o mago cristal", Ediciones Paulinas, Brasil, 2004. Ilustraciones de Cláudio Martins. ISBN 85-356-1255-6
- "La olimpiada de los animales" (5ª edición), Ed. Panamericana, Bogotá, Colombia, 2001. Ilustraciones: Alekos.
- "Memoria y ausencia", Libro-objeto artístico con textos de Enrique Páez y grabados de Victoria Santesmases. 20 ejemplares numerados y 4 pruebas de autor. Madrid 2002.
- "El secreto de Pintón", en la antología "Cuentos azules". Ed. SM, Madrid, 2005.
- "Metralleta y Patapalo", en la antología "Un barco cargado de cuentos". Ed. SM, Madrid, 2004.
- "Eu me chamo Suzana, e vocé? Ed. Aletria, Belo Horizonte, Brasil, 2011. Ilustrações de Maurizio Manzo. ISBN: 978-85-61167-19-6
- "Cuatro muertes para Lidia", Ed. Bruño, colección Paralelo Cero, Madrid, 2012. ISBN 978-84-216-7273-0
- "Mucho cuento", Ed. OQO, Pontevedra, 2012. ISBN 978-84-9871-494-4
- "Esther, Juan e Bia em: O sequestro", Editorial Aletria, Belo Horizonte, Brasil, 2012. ISBN 978-85-61167-48-6
- "En otra piel", Editorial Malas Artes, Córdoba, España, 2022. ISBN 978-84-183-7773-0

### Libros del Taller de Escritura (Antologías publicadas)
- "Historias para adultos imperfectos" (1994), (Edición y prólogo; Taller de Escritura Enrique Páez), Madrid. (55 autores). ISBN 84-604-9947-2
- "Cuentos por asalto" (1995), (Edición y prólogo; relatos del Taller de Escritura Enrique Páez), Madrid. (71 autores). ISBN 84-605-2970-3
- "Casi todo es cuento" (1996), (Edición y prólogo; relatos del Taller de Escritura Enrique Páez), Madrid. (79 autores). ISBN 84-921531-0-5
- "Bajo los adoquines" (1997), (Edición y prólogo; relatos del Taller de Escritura Enrique Páez), Madrid. (73 autores). ISBN 84-921531-1-3
- "Mareas y laberintos" (1998), (Edición; Prólogo de Ángel Zapata; relatos del Taller de Escritura Enrique Páez), Madrid. (95 autores). ISBN 84-921531-2-1
- "Ruido de fondo" (1999), (Edición y prólogo; relatos del Taller de Escritura Enrique Páez), Madrid. (97 autores). ISBN 84-921531-3-X
- "Festín de amotinados" (2000), (Edición y prólogo; relatos del Taller de Escritura de Madrid), Madrid. (105 autores). ISBN 84-921531-4-8
- "Vino un chino y nos vendió un mechero" (2001), (Edición de Enrique Páez; Prólogo de Javier Sagarna; relatos del Taller de Escritura de Madrid), Madrid. (103 autores). ISBN 84-921531-5-6
- "Nada normal" (2002), (Edición de Enrique Páez; Prólogo de Isabel Cañelles; relatos del Taller de Escritura de Madrid), Madrid. (105 autores). ISBN 84-921531-6-4
- "Leí el diario de un extraño" (2003), (Edición de Enrique Páez; Prólogo de Carlos Molinero; relatos del Taller de Escritura de Madrid), Madrid. (143 autores). ISBN 84-921531-7-2
- "El día en que nos dimos cuenta de todo" (2004), (Edición; Prólogo de Jesús Urceloy; relatos del Taller de Escritura de Madrid), Madrid. (103 autores). ISBN 84-921531-8-0
- "Cartílagos de tiburón" (2005), (Edición de Enrique Páez; Prólogo de Chema Gómez de Lora; relatos del Taller de Escritura de Madrid), Madrid. (98 autores). ISBN 84-921531-9-0
- "Gotas de mercurio" (2006), (Edición de Enrique Páez; Prólogo de Alfonso Fernández Burgos; relatos del Taller de Escritura de Madrid), Madrid. (92 autores). ISBN 978-84-935013-0-3
- "Mentira cochina" (2007), (Edición de Enrique Páez; Prólogo de Milagros García Guerrero; relatos del Taller de Escritura de Madrid), Madrid. (87 autores). ISBN 978-84-935013-1-0
- "Con sabor a Sugus, 15 años del Taller de Escritura de Madrid" (2008), (Edición y prólogo de Beatriz Montero; textos de los profesores y alumnos del Taller de Escritura de Madrid), Madrid. (65 autores), AGH Impresores, Béjar. ISBN 978-84-95327-03-1

### Libros de Teoría y Crítica Literaria
- "Escribir. Manual de técnicas narrativas", Prólogo de Luis Landero. 5ª edición, Ed. SM, Madrid, 2001-2009. Publicado también en el Círculo de Lectores. ISBN 84-348-6885-7
- "Mester: Lengua y literatura Libros de texto de 1º, 2º, 3º y 4º de Educación Secundaria Obligatoria". Ed. SM, Madrid, 1998-2007. En colaboración con Leonardo Gómez Torrego y Pilar Navarro Gómez. ISBN 84-348-5846-0
- "Recursos didácticos de Mester 1º, 2º, 3º y 4º de Educación Secundaria Obligatoria, Lengua y Literatura". Libros del profesor. Ed. SM, Madrid, 1998-2007.
- "Contexto: Lengua y literatura Libros de texto de 1º y 2º de Bachillerato. Ed. SM, Madrid, 2000-2007". En colaboración con Andrés Amorós, Leonardo Gómez Torrego y Pilar Navarro Gómez. ISBN 84-348-6932-2
- "Recursos didácticos de Contexto 1º y 2º de Bachillerato, Lengua y Literatura. Libros del profesor. Ed. SM, Madrid, 2000-2007". En colaboración con Andrés Amorós, Leonardo Gómez Torrego y Pilar Navarro Gómez.
- "Núcleos, catálisis, informantes e indicios: Análisis estructural del relato", en "Escribir cuento: Manual para cuentistas", Ed. Páginas de Espuma, Madrid, 2020.  ISBN 978-84-8393-280-3